# Max Rudolf
Max Heinrich Rudolf (ur. 12 lutego 1891, zm. ?) – szwajcarski wioślarz, złoty medalista olimpijski. 
Wystąpił na igrzyskach olimpijskich w Antwerpii w 1920, gdzie Szwajcarzy w składzie: Willy Brüderlin, Max Rudolf, Paul Rudolf, Hans Walter i Paul Staub (sternik) zdobyli złoty medal w czwórkach ze sternikiem. W finale Szwajcarzy o 4 sekundy wyprzedzili osady Stanów Zjednoczonych i Norwegii. Wystartował tam również w ósemkach, jednak odpadł w pierwszej rundzie. Były to jego jedyne starty olimpijskie.
W czwórkach ze sternikiem zdobywał także złote medale na mistrzostwach Europy w Genewie (1912), mistrzostwach Europy w Gandawie (1913), mistrzostwach Europy w Mâcon (1920) i mistrzostwach Europy w Amsterdamie (1921). Na mistrzostwach Europy w 1912, 1920 i 1921 zwyciężał ponadto w ósemkach, a na mistrzostwach Europy w Como (1911) i mistrzostwach Europy w Gandawie (1913) był drugi w tej konkurencji. 
Paul Rudolf był jego młodszym bratem.
W trakcie kariery reprezentował barwy klubu Grasshopper Club.